# Râul Alazeia
Râul Alazeyza (rusă:Алазея) este un râu în partea de nord-est a Iakutiei ce se varsă în Oceanul Arctic între cele mai mari bazine ale râului Indighirka la vest și râul Kolîma spre est. Fluviul are 1590 kilometri lungime. Zona bazinului său este de 64700 km². Acesta trece prin tundră, iar de aceea este plin de lacuri și mlaștini.
Alazeya este format de confluența râurilor Nelkan și Kadîlcean și se varsă în Golful Kolîma din Marea Siberiei de Est, aproape de Logașkino.
Îngheață la sfârșitul lui septembrie - începutul lunii octombrie și rămâne înghțat până la sfârșitul lunii mai - începutul lunii iunie. Cel mai mare afluent al Alazeiei este râul Rossoha.
Există peste 24.000 de lacuri în bazinul râului Alazeia.

## Istoric
Dmitrii Zîrean a fost primul rus care a ajuns la Râul Alazeia în 1641, dar nu a înființat o așezare permanentă.